# Kalingalan Caluang
Kalingalan Caluang é um município de  quinta classe de renda municipal (d) na província Sulu, nas Filipinas. De acordo com o censo de 1 de maio  de  2020 possui uma população de 39 549 pessoas e 6 912 domicílios.